# Lucille Carlisle
Lucille Carlisle est une actrice américaine du cinéma muet qui a tourné uniquement avec Larry Semon.

## Biographie
Lucille Carlisle est née Ida Lucile White dans l'Illinois d'un père propriétaire de théâtre à Detroit et d'une mère d'origine canadienne.
Mariée très jeune, elle participe à un concours de beauté organisé par Photoplay Magazine en 1916 à la suite duquel elle débute sur les planches à Broadway sous le nom de Lucile Zintheo dans une comédie musicale His Little Widows aux côtés de Carter DeHaven. Elle commence l'année suivante au cinéma à la Vitagraph Company dans un film de Larry Semon où elle donne la réplique à ce dernier. Toujours en 1918, elle fait une apparition dans un autre film de Larry Semon.
C'est véritablement en 1919 que commence sa carrière cinématographique, toujours à la Vitagraph et toujours aux côtés de Larry Semon. Une relation tulmutueuse se noue entre les deux et ils annoncent officiellement leur fiançailles en juillet 1922. Mais la relation ne tient pas et dès 1923 ils se séparent et c'est la fin de la carrière cinématographique de Lucille Carlisle qui n'aura tourné qu'avec Larry Semon.
Elle épouse par la suite un homme d'affaires.
Elle décède en 1958.

## Filmographie

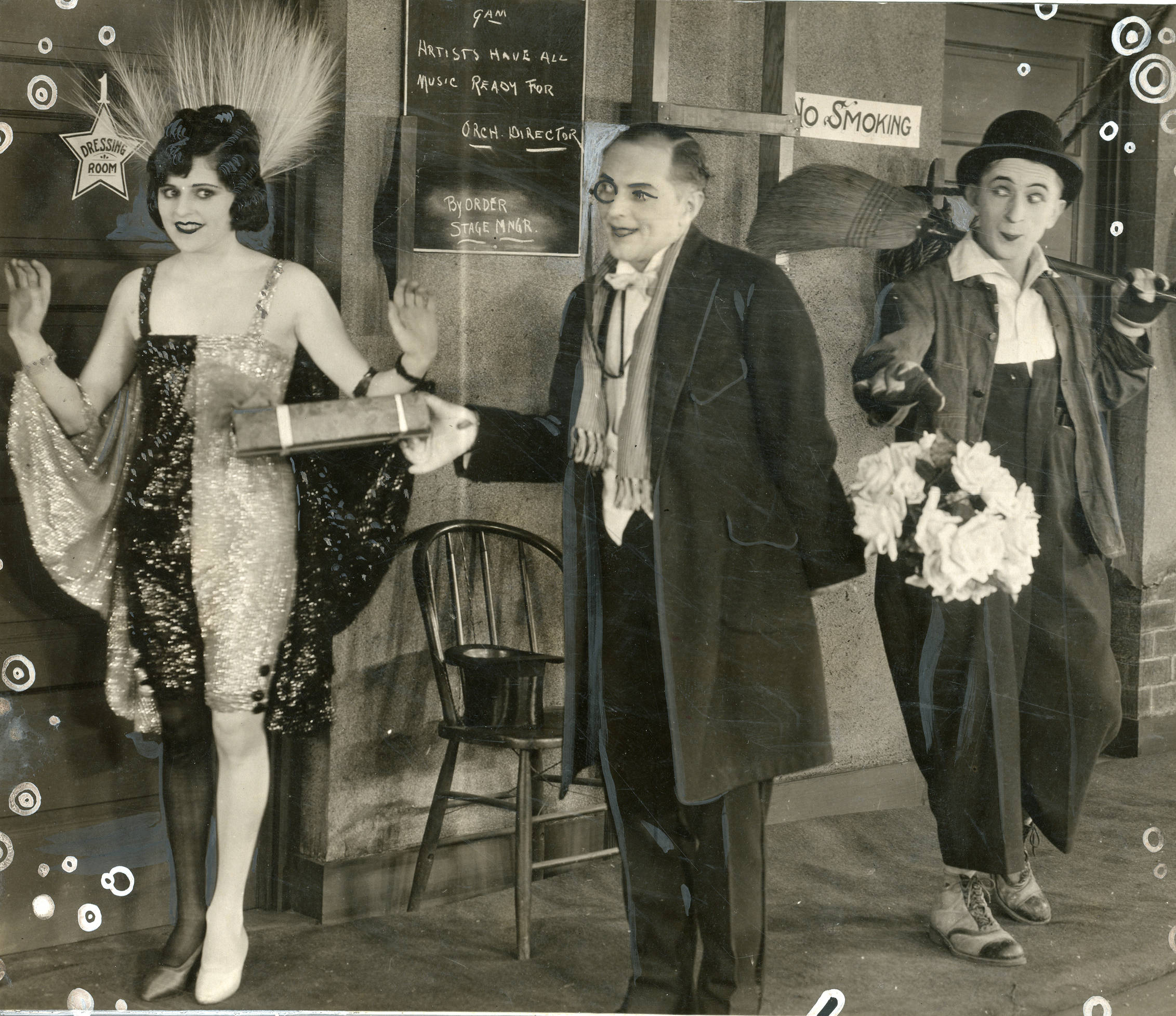
Lucille Carlisle dans The Show avec Larry Semon (1922).

Source principale de la filmographie :
- 1918 : Boodle and Bandits de Larry Semon (CM) : la shérif (as Lucille Zintheo)
- 1918 : Pluck and Plotters de Larry Semon (CM) : figuration (uncredited)
- 1919 : Scamps and Scandals de Larry Semon (CM) : une invitée au mariage (as Lucille Zintheo)
- 1919 : Well, I'll Be de Larry Semon (CM) : Susie (as Lucille Zintheo)
- 1919 : Passing the Buck de Larry Semon (CM) : l’épouse du gros escroc (as Lucille Zintheo)
- 1919 : The Star Boarder de Larry Semon (CM) : la fille de Warden
- 1919 : His Home Sweet Home de Larry Semon (CM) : l’épouse
- 1919 : The Simple Life de Larry Semon (CM) : Captain Tillie
- 1919 : Between the Acts de Larry Semon (CM) : la femme du directeur (la vamp)
- 1919 : Dull Care de Larry Semon (CM) : la femme du chef de la police
- 1919 : Dew Drop Inn de Larry Semon (CM) : la jeune fille
- 1919 : The Head Waiter (en) de Larry Semon (CM) : la caissière (as Lucille Zintheo)
- 1919 : The Grocery Clerk de Larry Semon (CM) : The Postmistress
- 1920 : The Fly Cop de Larry Semon, Norman Taurog et Mort Peebles (CM) : A Cabaret Queen
- 1920 : School Days de Larry Semon, Norman Taurog et Mort Peebles (CM)
- 1920 : Solid Concrete de Larry Semon (CM) : la fille du patron
- 1920 : Zigoto garçon de théâtre (The Stage Hand) de Larry Semon et Norman Taurog (CM) : The Leading Lady
- 1920 : The Suitor de Larry Semon et Norman Taurog (CM) : An Heiress
- 1921 : The Sportsman de Larry Semon et Norman Taurog (CM) : la fille du touriste
- 1922 : The Show de Larry Semon et Norman Taurog (CM) : Leading lady
- 1922 : A Pair of Kings de Larry Semon et Norman Taurog (CM): Princess Lucille
- 1922 : Golf de Larry Semon et Tom Buckingham (CM) : la fille, the Blonde Flapper
- 1922 : The Agent (en) de Larry Semon et Tom Buckingham : Federal Agent, Undercover
- 1922 : The Counter Jumper de Larry Semon (CM) : Glorietta Hope
- 1923 : No Wedding Bells de Larry Semon (CM) : la jeune fille